# Pale ale

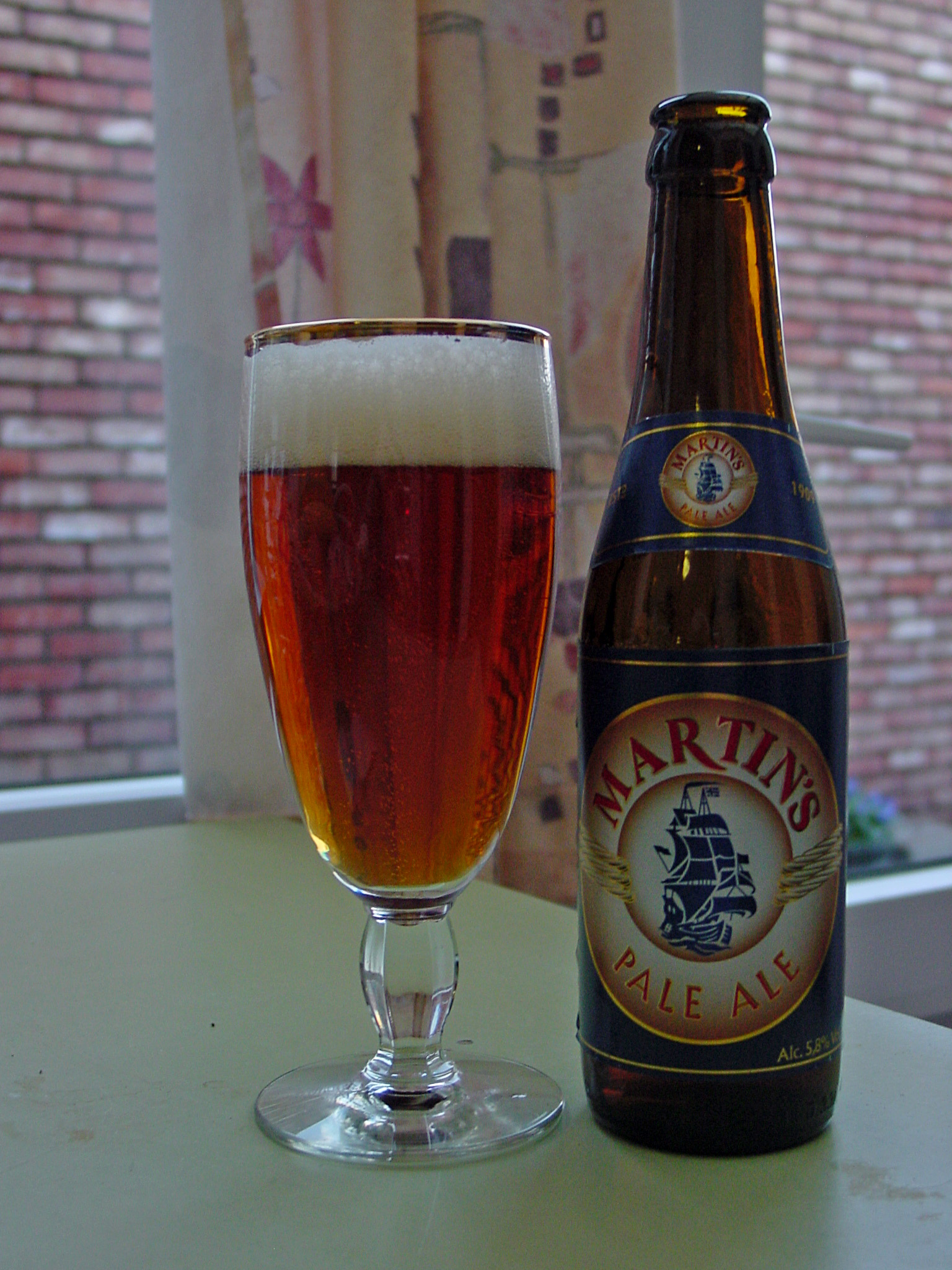
Martin's Pale Ale

Pale ale is een ale die is gebrouwen met overwegend bleke mout (pale mout).

## Geschiedenis
De term pale ale werd voor het eerst gebruikt in 1703 voor ales die gebrouwen werden met geroosterde mout die gedroogd werd met cokes. Het roosteren van mout door gebruik van kolen gebeurde al sinds 1642, maar pas later werd de naam van het bier bedacht.

## Typen

### Amber ale
Amber ale is een term die veel gebruikt wordt in Australië, Frankrijk en Noord-Amerika om een pale ale aan te duiden waarbij kleine hoeveelheden ambermout of kristalmout gebruikt worden waardoor een amberkleurig bier ontstaat. In Frankrijk wordt veelal de term ambrée gebruikt. In België kunnen de bieren van het Spéciale belge-type als amber ale bestempeld worden.

### India Pale Ale
India Pale Ale is een bierstijl waarvan voor de eerste maal sprake was in een advertentie in 1835 in de Liverpool Mercury en waarbij de Bow Brewery zijn pale ales op de Londense markt wilde verkopen, nadat zijn export naar India was stilgevallen. De bierstijl werd vooral begin jaren 2010 heel populair over de gehele wereld en heel veel (micro)brouwerijen brouwen hun eigen versie van een IPA.

### Bière de Garde
Biére de Garde is een seizoensbier, een sterke pale ale of bewaarbier dat traditioneel gebrouwen werd in Nord-Pas-de-Calais in Noord-Frankrijk en het best te vergelijken is met de Belgische saison.

### American Pale Ale
Deze bierstijl (APA) werd rond 1980 ontwikkeld, waarbij gedoeld wordt op een pale ale met een alcoholpercentage rond de 5% en met een grote hoeveelheid Amerikaanse hoppen zoals Cascade. De stijl hangt nauw samen met India Pale Ale en Amber ale.

### Blonde ale
Deze stijl refereert aan heel blonde ales en de naam wordt vaak gebruikt voor lichte bieren in Zuid-Amerika en Europa, onder andere in Frankrijk, het Verenigd Koninkrijk en België. Het enige dat ze met elkaar gemeen hebben is de kleur, verder kunnen ze heel erg variëren in alcoholpercentage en bitterheid. De Belgische blonde bieren worden veelal gebrouwen met een grote hoeveelheid pilsmout. Een typisch voorbeeld van een strong blonde ale is Duvel.

### Burton Pale Ale
In de tweede helft van de 19e eeuw werd pale ale gebrouwen door de brouwers in Burton upon Trent, zoals Bass, die van hoge kwaliteit was door de synergie tussen de mout en het water uit Burton dat veel calciumsulfaat bevatte. Burton bleef dominant in het brouwen van pale ale tot de chemicus C.W. Vincent het proces van burtoniseren ontwikkelde, waardoor het water van Burton upon Trent gerepliceerd kon worden, zodat over de gehele wereld de typische Burton Pale Ale gebrouwen kon worden.

### Engelse bitters
Rond 1830 waren bitter en pale ale synoniem. Terwijl de brouwers de term pale ale gebruikten, werd door de consumenten vooral de term bitter gebruikt om onderscheid te maken tussen de pale ale, porter en mild. In de late jaren 1920 begonnen ook de brouwers meer de term bitter te gebruiken voor hun vatenbier. Enkel Bass in Burton upon Trent bleef zich aan de term pale ale houden.

### Irish Red ale
Irish Red ale, red ale of Irish ale, is de naam die gebruikt wordt door de brouwerijen in Ierland en veel gelijkenis heeft met een bitter. 

### Scotch ale
De naam Scotch ale werd voor het eerst gebruikt als aanduiding van sterke ales die in de 18e eeuw uit Edinburgh geëxporteerd werden. De naam werd populair in de Verenigde Staten waar Schotse bieren een andere naam kregen dan in hun thuisland. Na de Eerste Wereldoorlog werd de stijl, samen met andere Britse bieren, ook populair op het Europese vasteland. Zoals andere zware ales zijn het meestal volmondige zoete donkere bieren.

### Strong pale ale
Strong pale ales zijn bieren die voornamelijk gebrouwen worden met bleke mout en met een alcoholpercentage dat varieert tussen 7% en 12%. In de laatste decennia werden door sommige brouwerijen de alcoholpercentages de hoogte ingedreven. De Amerikaanse Hair of the Dog Brewing Company produceerde in 1994 een strong pale ale met een alcoholpercentage van 29%, in 2010 bracht de Schotse brouwerij BrewDog het eenmalig bier The End of History op de markt dat een alcoholpercentage van 55% had. 

## Pale ales in België
Bekende pale ales in België zijn:
- Bass Pale Ale van AB InBev en
- Martin's Pale Ale, gebrouwen bij Brouwerij Palm.

Verder brouwen verscheidene (micro)brouwerijen hun eigen pale ale.